# Michel Rochon
Michel Rochon est un journaliste scientifique et médical, auteur, chroniqueur, conférencier, chargé de cours, compositeur et pianiste canadien né en 1959 à Sorel, au Québec.

## Biographie
Michel Rochon fait d’abord des études en physiologie à l’Université McGill (1978-1981), à Montréal, avant d’étudier en cinéma à l’Université Concordia (1982-1983). Du milieu des années 1980 à 2017, il est journaliste rattaché à Radio-Canada et participe à de nombreuses émissions de télévision et de radio. Au cours des années 2000, il se perfectionne au Massachusetts Institute of Technology (MIT), grâce à une bourse Knight Science Journalism, poursuivant des formations en gestion de risque en santé publique (2006) et en neuroscience (2008). Il est tour à tour conférencier, modérateur, animateur et formateur, et ce tant au Canada qu’à l’étranger. Depuis sa retraite de Radio-Canada, en 2017, Michel Rochon enseigne à l’École des médias de l’Université du Québec à Montréal (UQAM), en tant que chargé de cours en journalisme télévisé. Il travaille également comme collaborateur et conseiller stratégique à l’Institut du Nouveau Monde, un organisme voué à la participation citoyenne à la démocratie.

### Journalisme
Michel Rochon débute en journalisme en 1984, à la télévision du réseau TVA à CHOT-TV, dans l’Outaouais. En 1986, il se joint au réseau de télévision de Radio-Canada, pour lequel il agit à titre de journaliste et de chroniqueur scientifique et médical. Au cours des trente années qu’il passe au service du télédiffuseur d’État, il collabore successivement aux émissions Ce soir (1986-1991), Découverte (1992-2009, 2015-2016), au Téléjournal (2009-2015) et à Enquête (2016-2017). À l’émission de vulgarisation scientifique Découverte, il produit de nombreux reportages dont plusieurs ont été primés dans plusieurs concours et festivals, tant au Canada qu’à l’étranger. Il se spécialise alors dans les questions médicales, environnementales, les neurosciences, l’espace et la haute-technologie. Il se fait mieux connaître du public en tant que journaliste scientifique et médical au Téléjournal de Radio-Canada.
Au fil des ans, Michel Rochon collabore à d’autres émissions de télévision de Radio-Canada dont Le Point, La Semaine Verte, Une Heure Sur Terre, 5 sur 5, RDI Santé ; à la radio, il est chroniqueur invité aux émissions 15-18, animée par Michel C. Auger, et On n’est pas sorti de l’auberge, animée par Francis Reddy, entre autres. Il collabore également à différents médias écrits, dont La Presse, L’Actualité et Québec Science. Depuis mai 2021, il collabore au magazine L'Actualité en signant des chroniques traitant du cerveau et des neurosciences.

### Communication et formations
En 1991, Michel Rochon œuvre également comme consultant en communication chez Optimum, filiale du Groupe de Communication et Marketing Cossette, puis en communication environnementale pour le groupe de génie-conseil Tecsult. Au fil des ans, il occupe successivement tous les postes au conseil d’administration de l’Association des communicateurs scientifiques du Québec, dont celui de président (1994-1995, et depuis 2019). À plusieurs occasions, il s’est engagé à faire rayonner la Bourse Fernand-Seguin pour la relève en journalisme scientifique.
Les multiples activités menées par Michel Rochon le mènent aussi à développer une expertise dans l’animation de colloques scientifiques et médicaux. Sur la scène internationale, mentionnons le Sommet mondial du G7 sur les démences à Ottawa, en 2014, et le congrès BioVision, à Lyon, en 2015,. Il offre également des formations en vulgarisation et communication scientifique pour les étudiants, les journalistes et les chercheurs. Il exerce ces rôles à l’Université Laval, à l’Université de Montréal, à l’Université de Sherbrooke, à l’UQAM, à la Fédération professionnelle des journalistes du Québec (FPJQ), à l’Association des communicateurs scientifiques du Québec (ACS) et à la Fédération mondiale des journalistes scientifiques (WFSJ).
En 2017, suivant sa retraite de Radio-Canada, il devient chargé de cours en journalisme télévisé à l’UQAM. Enfin, depuis 2018, il est conseiller stratégique pour l’Institut du Nouveau Monde, rôle qui l’amène à animer Le Sommet des Générations du Québec, en 2018, et plusieurs jurys citoyens sur des enjeux sociaux et de santé publique.

### Écrits
Michel Rochon s’intéresse également à l’écriture d’essais. Après avoir participé à divers collectifs – dont Sauvons la justice : 39 propositions pour agir chez Del Busso Éditeur (2017) et l’État du Québec 2019, de l’Institut du Nouveau Monde –, il publie son premier essai, Le cerveau et la musique aux Éditions MultiMondes (2018),,,,, lequel a fait l'objet d'une réédition en format poche chez Bibliothèque québécoise (2021). Un succès d’estime et de ventes, ce livre est finaliste au prix Hubert-Reeves 2019 et aux prix Opus du Conseil Québécois de la Musique en 2018-2019. Le deuxième essai de Michel Rochon, L’amour, la haine et le cerveau, est paru aux Éditions MultiMondes (2020) et doit faire l'objet d'une traduction italienne en 2022.

### Musique
Pianiste et compositeur, Michel Rochon a enregistré cinq disques de ses compositions pour piano solo, un album de piano et musique électronique avec le musicien et compositeur Pierre Bündock ainsi que la musique du film La légende du piano blanc, nommée pour le prix pour la musique du International Sound and Film Festival en 2018. Depuis 2016, Michel Rochon donne des conférences-concerts au piano sur le thème « Le cerveau et la musique ». Il s’intéresse grandement à l’improvisation et sa musique s’inspire du pianiste de jazz Keith Jarrett.
En 2011, le travail de vulgarisation scientifique de Michel Rochon et ses projets en lien avec la musique l’ont amené à prendre part au spectacle multidisciplinaire Urnos du compositeur André Hamel, produit par la Société de musique contemporaine du Québec et lauréat d'un prix Opus (2011) décerné par le Conseil québécois de la musique, dans la catégorie « Concert de l'année - Musique actuelle, électroacoustique »,,.

## Œuvres

### Journalisme
- « Le cerveau et la musique », reportage pour l’émission Découverte ;
- « Dawson : code orange », documentaire d’une heure pour l’émission Découverte ;
- « Vol de vie », documentaire d’une heure pour le centenaire de l’aviation, Radio-Canada ;
- « L’état d’urgence », série de reportages pour Le Téléjournal ;
- « Urgence d’agir », documentaire d’une heure pour l’émission Une heure sur terre.

### Écrits
- Le cerveau et la musique, Montréal, MultiMondes, 2018 ;
- L’amour, la haine et le cerveau, Montréal, MultiMondes, 2020 ;
- Le cerveau et la musique (format poche), Montréal, Bibliothèque québécoise, 2021 ;
- L’amour, la haine et le cerveau (traduction italienne), Torino, Codice Eizioni, à paraître en 2022.

### Musique
- Trois albums d’œuvres pour piano solo : Métamorphoses (2014), Fleur de sel (2013), Soleil Levant (2013)
- La Légende du piano blanc, musique du court-métrage de trente minutes La Légende du piano blanc, réalisé par Guy Pelletier et Pierre Bündock, 2018[12]
- L’Harmonie des sphères (2018), musique électronique et piano, Pierre Bündock/Michel Rochon[16]

## Prix et distinctions

### Journalisme
Michel Rochon a vu ses reportages remporter une trentaine de nominations et de prix nationaux et internationaux. La liste qui suit en constitue une sélection :
- Prix Médias de l’Association Médicale Canadienne, 2012, Catégorie « Excellence d’un reportage télévisé – Actualité », pour la série sur les urgences de Montréal : « L’état d’urgence ».
- 7 nominations aux prix Gémeaux de l’Académie canadienne du cinéma et de la télévision. Lauréat dans les catégories :
  - « Meilleure recherche, affaires publiques et documentaire » (2008), pour « Dawson : Code orange » ;
  - « Meilleur reportage d’information » (2001) pour « Les dangers du téléphone cellulaire ».

- Médaille d’argent au World Media Festival 2008, Catégorie « Documentaires médical », pour « Dawson : Code orange ».
- Prix de la meilleure œuvre québécoise au Festival international du film scientifique du Québec (2003), pour « Les chefs-d’œuvre pathologiques ».
- Lauréat de deux prix Science et Société de l’Association canadienne des rédacteurs scientifiques, dans la catégorie « Meilleur reportage », pour :
  - « Les chefs-d’œuvre pathologiques » (2003) ;
  - « Le cerveau et la musique » (1999).

### Écrits
- Nomination, prix Hubert-Reeves 2019, pour le livre Le cerveau et la musique ;
- Nomination, prix Opus « Livre de l’année » 2018-2019 décerné par le Conseil québécois de la musique, pour le livre Le cerveau et la musique[17].

### Musique
- Nomination, prix pour la musique du International Sound and Film Festival 2018, pour la musique du film La Légende du piano blanc[18].